# Bassus brullei
Bassus brullei är en stekelart som först beskrevs av Szepligeti 1902.  Bassus brullei ingår i släktet Bassus och familjen bracksteklar. Inga underarter finns listade.